# Vicente de Lima
Vicente Lenílson de Lima (Currais Novos, 4 giugno 1977) è un ex velocista brasiliano.

## Palmarès
| Anno | Manifestazione          | Sede           | Evento      | Risultato        | Prestazione | Note |
| ---- | ----------------------- | -------------- | ----------- | ---------------- | ----------- | ---- |
| 1997 | Mondiali                | Atene          | 4×100 m     | 6º               | 38"48       |      |
| 1999 | Mondiali                | Siviglia       | 100 m piani | Quarti di finale | 10"36       |      |
| 2000 | Giochi olimpici         | Sydney         | 100 m piani | Quarti di finale | 10"28       |      |
| 2000 | Giochi olimpici         | Sydney         | 4×100 m     | Argento          | 37"90       |      |
| 2001 | Campionati sudamericani | Manaus         | 4×100 m     | Oro              | 38"67       |      |
| 2003 | Mondiali indoor         | Birmingham     | 60 m piani  | Semifinale       | 6"70        |      |
| 2003 | Giochi panamericani     | Santo Domingo  | 4×100 m     | Oro              | 38"44       |      |
| 2003 | Mondiali                | Saint-Denis    | 4×100 m     | Argento          | 38"26       |      |
| 2004 | Giochi olimpici         | Atene          | 100 m piani | Semifinale       | 10"28       |      |
| 2004 | Giochi olimpici         | Atene          | 4×100 m     | 8º               | 38"67       |      |
| 2005 | Campionati sudamericani | Cali           | 100 m piani | Argento          | 10"37       |      |
| 2005 | Campionati sudamericani | Cali           | 200 m piani | Finale           | dns         |      |
| 2005 | Campionati sudamericani | Cali           | 4×100 m     | Oro              | 39"17       |      |
| 2006 | Mondiali indoor         | Mosca          | 60 m piani  | 7º               | 6"62        |      |
| 2006 | Campionati sudamericani | Tunja          | 100 m piani | Finale           | dnf         |      |
| 2006 | Campionati sudamericani | Tunja          | 4×100 m     | Oro              | 39"03       |      |
| 2007 | Campionati sudamericani | San Paolo      | 100 m piani | Oro              | 10"36       |      |
| 2007 | Campionati sudamericani | San Paolo      | 4×100 m     | Oro              | 38"77       |      |
| 2007 | Giochi panamericani     | Rio de Janeiro | 100 m piani | 7º               | 10"37       |      |
| 2007 | Giochi panamericani     | Rio de Janeiro | 4×100 m     | Oro              | 38"81       |      |
| 2007 | Mondiali                | Osaka          | 100 m piani | Quarti di finale | 10"38       |      |
| 2007 | Mondiali                | Osaka          | 4×100 m     | 4º               | 37"99       |      |
| 2008 | Mondiali indoor         | Valencia       | 60 m piani  | 5º               | 6"60        |      |
| 2008 | Giochi olimpici         | Pechino        | 100 m piani | Quarti di finale | 10"31       |      |
| 2008 | Giochi olimpici         | Pechino        | 4×100 m     | Bronzo           | 38"24       |      |
| 2009 | Campionati sudamericani | Lima           | 4×100 m     | Argento          | 39"46       |      |
| 2009 | Mondiali                | Berlino        | 4×100 m     | 7º               | 38"56       |      |
| 2010 | Mondiali indoor         | Doha           | 60 m piani  | Semifinale       | 6"69        |      |